# 红水河 (石羊河)
红水河也作洪水河，位于中华人民共和国甘肃省武威市凉州区东部的一条河流，属于石羊河水系，是一条以古浪河地下潜流为补给水源的沙漠泉水河流。红水河发源于凉州区长城镇红水村红水上营东南处，河源接古浪河老河槽，主河道由东南向西北，穿越古长城，过569国道后成为凉州区与民勤县之间的界河，约4千米后于民勤县蔡旗镇东南汇入石羊河。全长60千米，流域面积3361平方千米，年均径流量0.61亿立方米。红水河水量很小，加之沿途引灌，上游开荒打井，河床大部分时间干涸断流。